# 加列戈斯德尔潘
加列戈斯德尔潘，是西班牙卡斯蒂利亚-莱昂萨莫拉省的一个市镇。 总面积16平方公里，总人口159人（2001年），人口密度10人/平方公里。